# Рома Крик (Тексас)
Рома Крик (енгл. Roma Creek) насељено је место без административног статуса у америчкој савезној држави Тексас.

## Демографија
По попису из 2010. године број становника је 350, што је 260 (-42,6%) становника мање него 2000. године.
| Група             | 2000.        | 2010.       |
| Белци             | 0 (0,0%)     | 1 (0,3%)    |
| Афроамериканци    | 1 (0,2%)     | 0 (0,0%)    |
| Азијати           | 0 (0,0%)     | 0 (0,0%)    |
| Хиспаноамериканци | 610 (100,0%) | 349 (99,7%) |
| Укупно            | 610          | 350         |